# Прибрежный (Амурская область)
Прибре́жный — посёлок в Октябрьском районе Амурской области России. Входит в состав Восточного сельсовета.

## География
Посёлок находится на правом берегу реки Ивановка (левый приток Зеи), на автотрассе Чита — Хабаровск, на расстоянии 12 км к северо-востоку от села Екатеринославка, административного центра района.
Дорога к посёлку Прибрежный от Екатеринославки идёт в западном направлении от перекрёстка у села Борисово.

## Население
| 2002 | 2010 | 2012 | 2013 | 2014 | 2015 | 2016 |
| ---- | ---- | ---- | ---- | ---- | ---- | ---- |
| 191  | ↘115 | ↘106 | ↘102 | →102 | ↘100 | ↗101 |
| 2017 | 2018 |      |      |      |      |      |
| ↘94  | ↘89  |      |      |      |      |      |

## Улицы
| - ул. Зелёная, - ул. Лесная, - ул. Луговая, | - ул. Малая, - ул. Молодёжная, - ул. Прибрежная. |